# Iulian Teodosiu
Iulian Teodosiu (Slobozia, 30 settembre 1994) è uno schermidore rumeno, specializzato nella sciabola. Ha vinto tre medaglie in tre edizioni  diverse dei Campionati mondiali di scherma.

## Palmarès
- Mondiali

Il Cairo 2022: bronzo nella sciabola individuale